# M2 (Armenië)
De M2 (Armeens: Մ2) is een hoofdweg in Armenië. De weg voert van de hoofdstad Jerevan naar Agarak, aan de grens met Iran.
Tussen Goris en Kapan vormde de M2 lange tijd de grens tussen de Armeense SSR en de Azerbeidzjaanse SSR. Sinds 1994 ligt de grens met de de facto onafhankelijke Nagorno-Karabach verder naar het oosten. De alternatieve route voor de M2 in het gebied boven het dorp Tandsawer, de H45 (Armeens: Հ45), wordt nauwelijks gebruikt. 

## Geschiedenis
Het 37 kilometer lange traject van Jerevan naar Ararat werd aangelegd in het Sovjettijdperk. De weg had een strategisch belang voor het Rode Leger van de Sovjet-Unie vanwege de nabijheid van de grens met het NAVO-lid Turkije. Dit deel van de weg heeft 2x2 rijbanen. 